# Sceloporus parvus
Sceloporus parvus är en ödleart som beskrevs av  Smith 1934. Sceloporus parvus ingår i släktet Sceloporus och familjen Phrynosomatidae. IUCN kategoriserar arten globalt som livskraftig.

## Underarter
Arten delas in i följande underarter:
- S. p. parvus
- S. p. scutulatus